# Долина Бекаа

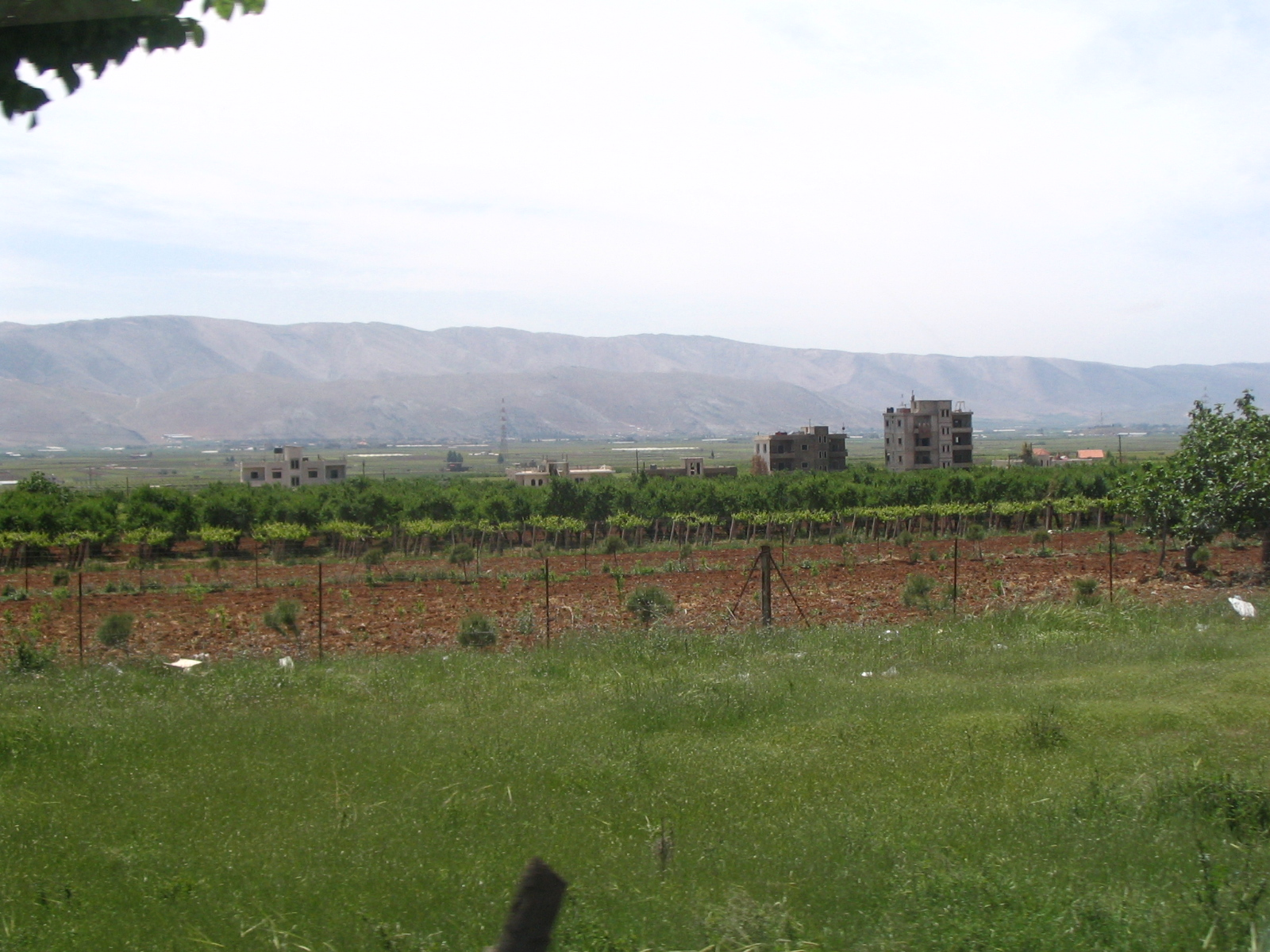
Виноградники возле Захле

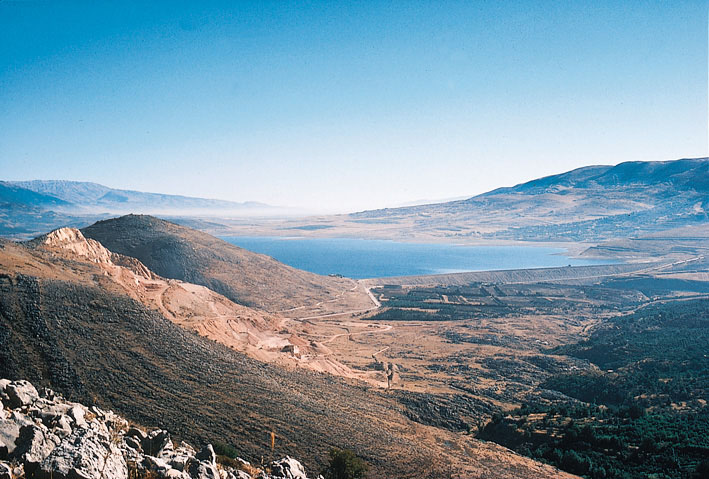
Озеро Караон

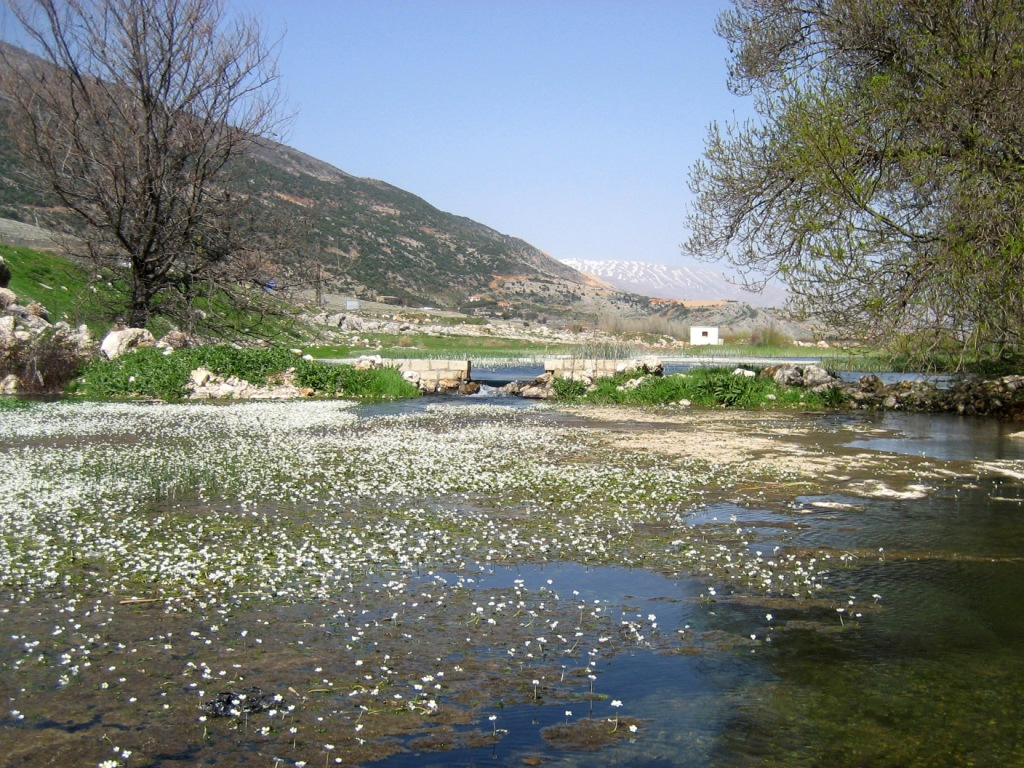
Топи Аамик

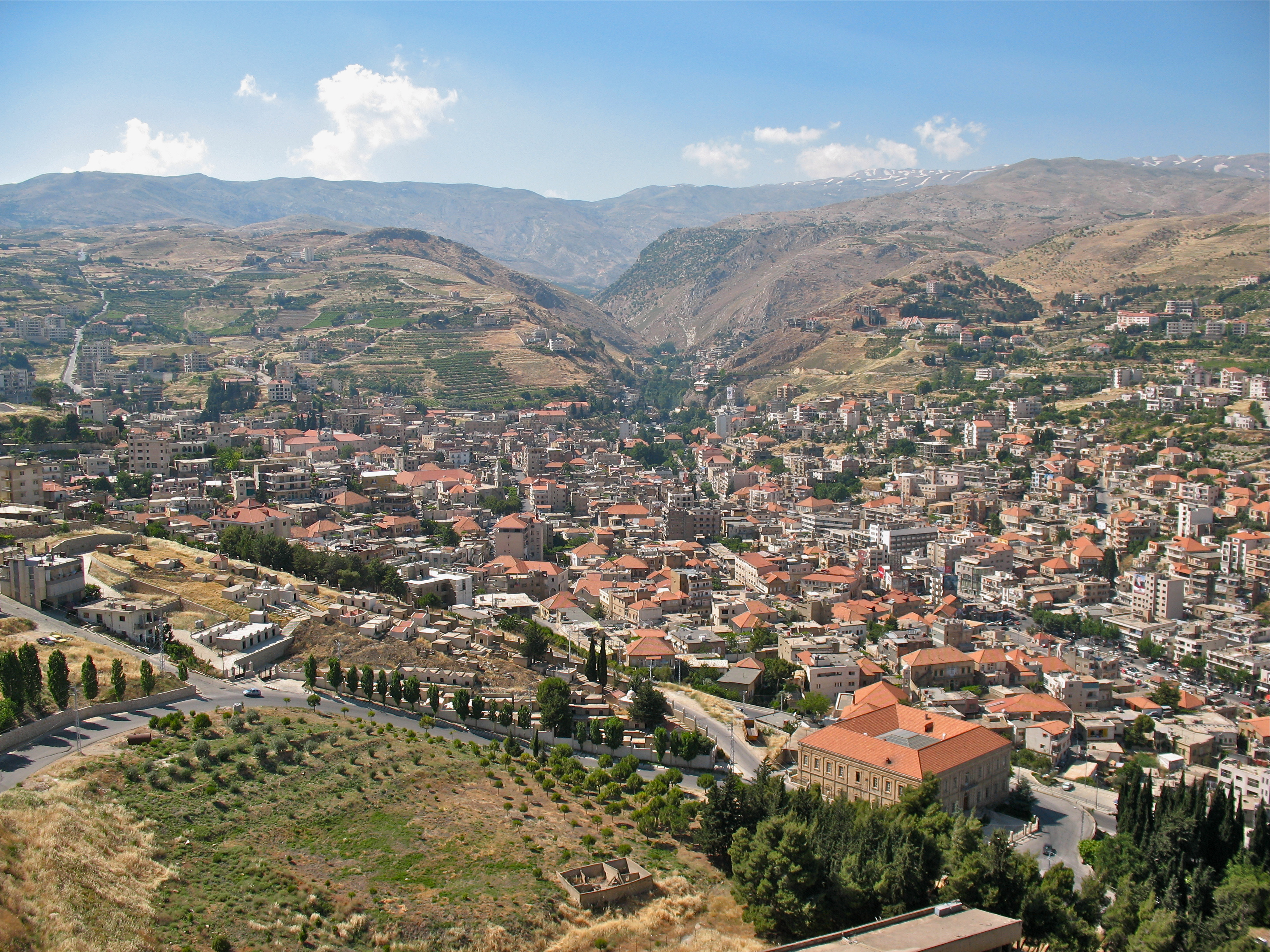
Захле, столица долины Бекаа

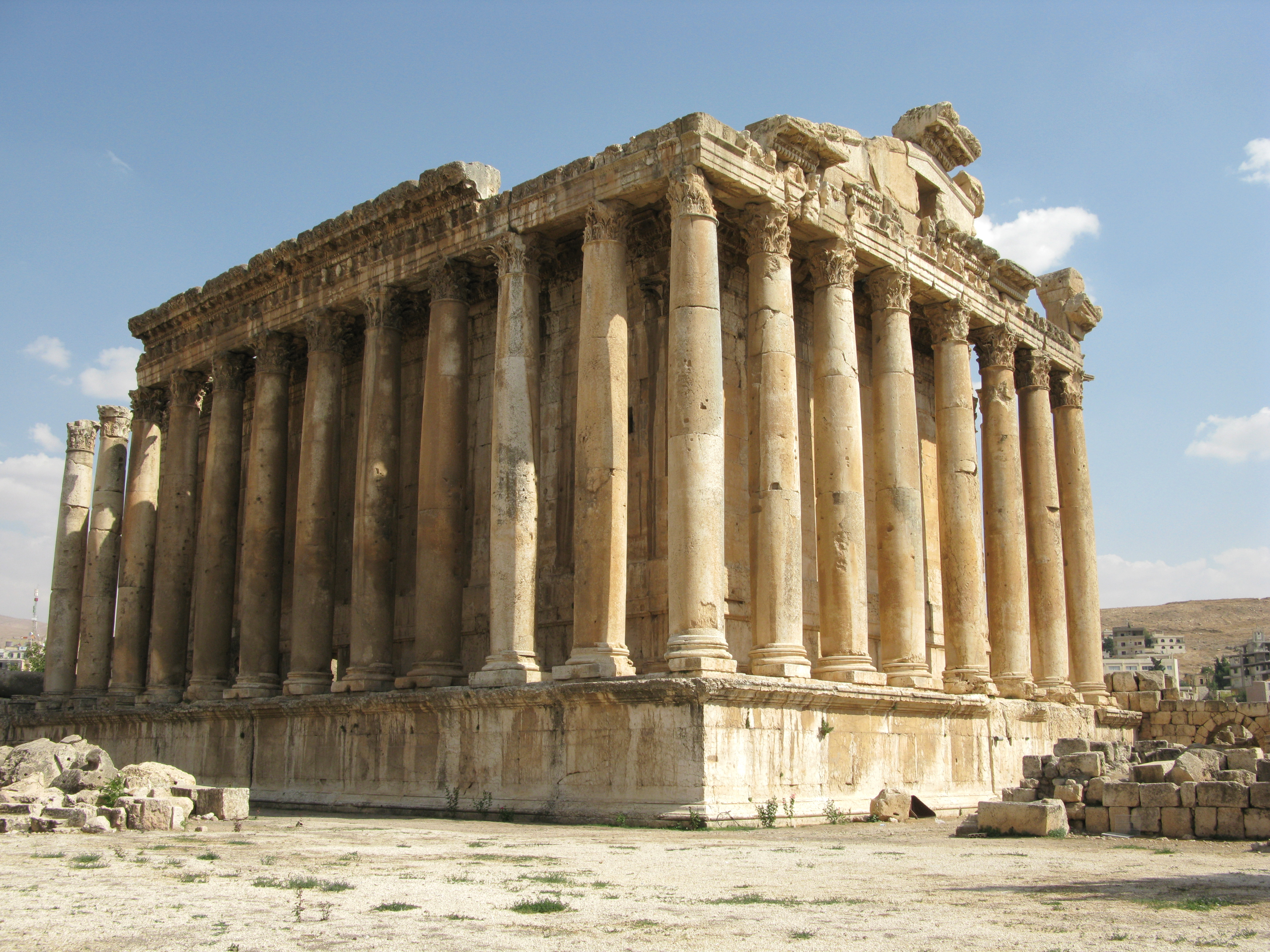
Храм Бахуса в Баальбеке

Долина Бека́а (араб. وادي البقاع‎ [wādī l-Biqāʕ], ливанское произношение: [bʔaːʕ]) — долина на востоке Ливана, один из важнейших сельскохозяйственных районов страны.
Расположена в 30 км восточнее Бейрута между горными хребтами Ливан и Антиливан. Является северной оконечностью Восточно-Африканской рифтовой долины. Имеет общую протяжённость около 120 км, среднюю ширину около 16 км. Климат средиземноморский с жарким сухим летом и холодной снежной зимой.
В районе долины выпадает ограниченное количество осадков, в основном на севере, из-за того, что горный хребет Ливан создает дождевую тень, которая блокирует атмосферные осадки, идущие с моря. В северной части долины среднегодовое количество осадков 230 миллиметров. Для сравнения: в центральной части долины среднегодовое количество осадков 610 миллиметров. В долине берут начало две реки: Оронт (Аси), которая течет на север в Сирию и Турцию, и Литани, которая течет на юг, а затем на запад в Средиземное море.
С первого века нашей эры, когда район долины был частью Римской империи, долина Бекаа служила источником зерна для римских провинций в Ливане. Сегодня долина составляет 40 процентов культивируемой земли Ливана. Северная часть долины с недостаточными осадками и менее плодородной почвой используется в основном для выпаса скота кочующими пастухами, по большей части являющимися мигрантами из Сирийской пустыни. Южные территории долины более плодородны и обеспечивают урожай пшеницы, кукурузы, хлопка и овощей. Также там расположены виноградники и фруктовые сады близ Захле. В долине также произрастает гашиш и опиумный мак, которые экспортируются в ходе незаконного оборота наркотиков. С 1957 года проект гидроэлектростанции Литани (группа каналов и плотина, расположенная на озере Караон в южной части долины) улучшил ирригацию ферм в районе долины Бекаа.

## Районы и города
Захле является самым большим городом и административным центром Мухафазы Бекаа. Он расположен севернее главного шоссе Бейрут — Дамаск, которое делит долину пополам. Большинство жителей Захле являются ливанскими христианами, включая мелкитских греческих католиков, маронитских католиков и православных христиан. Город Анджар, расположенный в восточной части долины населен преимущественно армянами, а также известен арабскими руинами 8 века нашей эры.
Большинство населения северных районов Бекаа, Баальбека и Хермеля являются шиитами, за исключением города Дель аль Ахмар, населенного христианами. В районах Баальбек и Хеммель имеются христианские и суннитские меньшинства, в основном проживающие на севере вдоль границы с Сирией.
Западные и южные районы долины также имеют смешанное население, состоящее из мусульман, христиан и друзов. Город Джуб-Джаннин с населением 9000 человек расположен в центре долины, его населяют сунниты. Джуб-Джаннин — это административный центр региона, известного как Западная Бекаа, с муниципальными службами, такими как служба медицинской помощи в чрезвычайных ситуациях (Красный Крест), пожарное депо и суд. Другие города Восточной Бекаа — это Махгара, Сабхин, Камед аль Лауз, Каб Эльяз, Сохмор, Йохмор. Население этих городов принадлежит к различным ливанским конфессиям. В Рашайя аль Вади, на востоке района Западной Бекаа, расположена ливанская часть горы Хермон, рядом также находится граница с Сирией. Рашайя аль Вади также известна своим отреставрированным старым рынком и замком независимости, в котором ливанские лидеры удерживались французскими войсками до освобождения в 1943 году. Южная часть района населена друзами и ливанскими христианами, в то время как северные районы населены ливанскими суннитами.
Из-за войн и нестабильной экономической и политической ситуации в прошлом Ливан столкнулся с трудностями, с которыми многие фермеры не могут справиться и по сей день: большое количество прежнего населения долины ушло в прибрежные города Ливана или эмигрировало из страны в Америку или Австралию.

## Достопримечательности
- Древнеримские руины в Баальбеке, древнем городе, названном в честь канаанитского бога Баала. Римляне переименовали Баальбек в Гелиополис и построили впечатляющий храмовый комплекс, включающий храмы Бахуса, Юпитера, Венеры и Солнца. Сегодня руины служат местом Баальбекского международного фестиваля, который привлекает группы художников и актёров со всего мира.
- Руины Умайад в Анджаре.
- Божья Матерь Бекаа, храм Марии, расположенный в Захле, с панорамными видами на долину.
- Самый высокий минарет Ливана, расположенный в городе Хербет Руха.
- Святилище Божьей матери в Бешуат.
- Финикийские руины, расположенные в деревне Камид аль Лауз.
- Римские руины, расположенные в городе Каб Элиас.
- Топи Аамик, среда обитания огромного количества перелетных и местных птиц и бабочек.
- Башня-пирамида в Хермеле, расположена в северной части долины.

## Вина
Долина Бекаа — это родина знаменитых виноградников и виноделен. Виноделие в Ливане — это традиция с историей в 6000 лет. При средней высоте 1000 метров над уровнем моря климат долины очень комфортен для виноградников. Обильные зимние дожди и достаток солнечного света летом помогает винограду быстро созревать. В долине Бекаа более дюжины виноделен, которые производят 6 миллионов бутылок в год.
- Шато Ка
- Шато Кефрайя
- Шато Каури
- Шато Ксара[4]
- Шато Марсйяс
- Шато Мусар[5]
- Шато Куанафар
- Клоз Сэйнт Томас
- Владение Де Баал
- Владение Де Турелез
- Крум Кефрайя

- Массайя[6]

## Нелегальные наркотики
Изготовление наркотиков — это  древняя традиция долины Бекаа. Со времён Римской империи до наших дней культиваторы и наркоторговцы совместно с ополченцами из местного населения ведут процветающую торговлю коноплёй. Во время гражданской войны в Ливане выращивание конопли было главным источником дохода в долине Бекаа, где производилась большая часть гашиша и опиума всего Ливана. Индустрия, насчитывающая много миллиардов долларов, поддерживала сельскохозяйственный сектор, а также политические фракции и организованную преступность. Торговля рухнула во время всемирной кампании пресечения наркоторговли, проведённой по инициативе США в начале 1990-х. Под давлением Государственного департамента США оккупирующая сирийская армия уничтожила конопляные поля долины Бекаа, распахав их и опрыскав ядом. С середины 1990-х годов объём производства наркотиков в долине Бекаа стремительно снижался. К 2002 году осталось примерно 2500 гектар конопли на севере долины, где присутствие государственных представителей оставалось крайне низким. С 2001 г. ливанская армия ежегодно перепахивает поля конопли с целью уничтожения посевов перед урожаем. По оценкам, эти действия устраняют до 30 % урожая. Хотя объёмы выращиваемого опиума во время гражданской войны были значительными, теперь они сильно снизились, упав с 30 тонн в год в 1983 г. до незначительного количества в 2004.
В связи с усилением политических волнений, которые ослабили правительство центрального Ливана во время ливанской войны 2006 года и оппозиционного бойкота правительства в 2007, и в связи с отсутствием жизнеспособных альтернатив (обещания ООН о проектах ирригации и субсидиях на альтернативные растительные культуры не были реализованы) выращивание и производство наркотиков усилилось. Тем не менее объём производства составил лишь малую часть от производства времён гражданской войны и территориально ограничился севером Баальбека, где власть традиционного права, поддерживаемого вооружёнными кланами, всё ещё сильна.